# .cv
Pour les articles homonymes, voir CV.
.cv est le domaine de premier niveau national (country code top level domain : ccTLD) réservé au Cap-Vert.
Le .cv est géré par l'Agence Nationale des Communications du Cap-Vert (Portugais : Agência Nacional das Comunicações, ANAC), depuis sa re-délégation, en août 2009.
Auparavant, il était géré Administrativement par l'Institut Supérieur de l'Ingénierie et des Sciences de la Marine du Cap-Vert, depuis sa délégation d'origine en octobre 1996 jusqu'à sa re-délégation en 2009.
Le gestionnaire technique, à l'origine la Fondation pour l'Informatique Scientifique National du Portugal (portugais : Fundação para a Computação Científica Nacional (FCCN), organisation à but non lucratif qui exploitait le .PT) a transféré ses droits et obligations sur la gestion des domaines de premier niveau national (ccTLD) dont elle s'occupait à l'Association DNS.PT, dont le transfert de la gestion technique auprès de l'iana a été publié - pour le .cv - en juin 2014.
L'ANAC fait partie du groupe LusNIC, une entité réunissant registres chargés des domaines de premier niveau (ccTLD) pour les pays de langue portugaise, comprenant les registres du .br; (Brésil); du .CV (Cap-Vert); du .gw (Guinée-Bissau); du .pt (Portugal); du .st (São Tomé-et-Príncipe) et du .ao (Angola).
C'est pour cela que le .cv partage une partie des infrastructures réseau du .pt (notamment une partie des serveurs DNS) et que sa gestion technique est déléguée à l'association DNS.PT.

## Domaines
L'ANAC propose six différents domaines de deuxième niveau en plus de la racine.
Courant octobre 2017, le projet TLDR, ayant pour but d'archiver et mettre quotidiennement à jour des copies des zones racine des domaines de premier niveau, détecte que le transfert de zone DNS avait été activé sur l'un des serveurs DNS de l'Association DNS.PT, chargée des domaines .CV ; il a permis de récupérer une copie complète de toutes les zones existantes du .cv, permettant de calculer le nombre de domaines existants dans celle-ci (calcul effectué le 5 octobre 2017, basé sur la zone récupérée le 2 octobre) :
- .cv : 1 377 domaines enregistrés.
- .com.cv : 252 domaines enregistrés.
- .org.cv : 69 domaines enregistrés.
- .edu.cv : 38 domaines enregistrés.
- .publ.cv : 6 domaines enregistrés.
- .net.cv : 1 domaine enregistré.
- .gov.cv : Nombre de domaines inconnu, car n'est pas maintenu par l'ANAC mais par le gouvernement du Cap-Vert.

Ceci fait un total de 1 743 domaines existants sous la racine .cv, pour un total de 4 745 entrées DNS, soit environ trois entrées DNS par domaine existant.